# 愛知クエスト
『愛知クエスト』（あいちクエスト）は、blazeworksより配信されているスマートフォン（Android/iOS）用ゲームアプリ。2023年11月21日サービス開始。基本プレイ無料（アイテム課金制）。

## 概要
本作はblazeworksが制作した『岐阜クエスト』『三重クエスト』に続くご当地ゲームの第3弾であり、内容は「魔物によって滅びた愛知県を救うため勇者として県内69市区町村をめぐり、魔物を倒して経験値に対応する「あいちりょく」を高め、最強の「愛知県民」をめざす」ロールプレイングゲーム。冒険の途中では全18種のゆるキャラや織田信長、豊臣秀吉、徳川家康が仲間に加わるイベントもある。スマートフォンのGPS機能を使用して、県内の特定の場所を実際に訪れると強力なアイテムが手に入る機能を実装。また、金シャチや名古屋仏壇などのアイテムが出現する。